# 高井研
高井研（日语：／ Takai Ken，1969年—），日本微生物地球學家，自稱「宇宙生物學家」。專長嗜極生物、生命起源與天體生物學。

## 生平
1969年，出生於京都府，1997年取得京都大學農學研究科水產學博士。
歷任日本學術振興會特別研究員、科學技術振興事業團科學技術特別研究員、海洋科學技術中心的深海環境前沿研究員（暨小組組長）。
2004年擔任海洋開發研究機構嗜極生物圈研究中心組長。
2009年擔任海洋開發研究機構「海洋・嗜極生物圈領域 深海・地殻内生物圏研究」計畫主任、「深海・地殼内生命圏系統研究(SUGAR)」項目負責人。
2013年6月22日，一人搭乘DSV Shinkai 6500，完成世界最初的深海潛行現場直播。

## 貢獻
闡明冥古宙（約40億年前）至今地球－生物共同進化的原理，對微生物學、地質學、地球化學貢獻良多。
- 在印度洋的深海熱液活動區，發現太陽的能量、做為光合作用由來的molecular oxygen可不依存HyperSLiME。
- 提倡40億年前的地球因HyperSLiME的存在，保障了地球－生物相互作用結合UltraH3的假說。
- 刷新生命最高增值溫度的極限（122℃）
- 世界最初，深海變形菌基因組測序成功。

### 軼事
- 潛入深海時，發現美國國歌會變成電影《捍衛戰士》的主題曲在腦中盤旋[1]。
- 個人twitter帳號取名為「1031kentakai」，意指「天才」[2]。

## 榮譽
- 2002年 第1回 Research Award of Japanese Society ofr Extremophiles
- 2004年 第1回 JAMSTEC interdisciplinary research award
- 2006年 第1回 JAMSTEC System Earth Science award
- 第8回（平成23年度）日本學術振興會獎（JSPS Prize）
- 第8回（平成23年度）日本學士院學術獎勵獎（Japan Academy Prize）
- CHANGEMAKERS OF THE YEAR 2012　研究員大獎
- 2012年 Grand Prix Change Maker

## 著作
- 生命はなぜ生まれたのか―地球生物の起源の謎に迫る (幻冬舎新書)　ISBN： 4344981987
- 爆笑問題＋高井研、爆笑問題のニッポンの教養　FILE0017:「深海に四〇億年前の世界を見た！」　ISBN：978-4-06-282612-9
- 微生物ハンター、深海を行く（2013年、 イースト・プレス）
- 『青春を深海に賭けて』 （页面存档备份，存于）：ナショナルジオグラフィックウェブ上での閲覧
- NHKサイエンスZERO（日语：サイエンスZERO）深海で生命の起源を探る（取材書籍）

## 演出節目
- NHK特集「深海大探勘　逼近生命誕生之謎」[3]。

## 外部連結
- 独立行政法人海洋研究開発機構
  - プレカンブリアンエコシステムラボユニット
  - 「ちきゅうTV」沖縄トラフ編　海底熱水噴出孔直下、暗黒の生命圏を直接証明せよ！ （页面存档备份，存于）
- 深海５０００メートルへの挑戦 （页面存档备份，存于）